# Balkivți, Volociîsk
Balkivți (în ucraineană Бальківці) este un sat în comuna Korîstova din raionul Volociîsk, regiunea Hmelnîțkîi, Ucraina.

## Demografie
Componența lingvistică a localității Balkivți
     Ucraineană (98,94%)
     Alte limbi (1,06%)
Conform recensământului din 2001, majoritatea populației localității Balkivți era vorbitoare de ucraineană (98,94%), existând în minoritate și vorbitori de alte limbi.